# مهدي محمد علي
مهدي محمد علي (1945 - 30 نوفمبر 2011) شاعر عراقي. ولد في مدينة البصرة. حصل على إجازة في اللغة العربيّة من كليّة التربية في جامعة بغداد عام 1968. عمل مدرّسًا عشرة أعوام، ثمّ انتقل إلى العمل في الصحافة. له دواوين شعر منهم رحيل عام 78، وسماع منفرد، وشمعة في قاع النهر، سر التفاحة، خطى العين، ضوء الجذور، قطر الشذى، وله البصرة جنة البستان. توفي في حلب.

## سيرته
ولد مهدي محمد علي في مدينة البصرة عام 1945. نشر أولى قصائده عام 1961. حصل على إجازة في اللغة العربيّة من كليّة التربية في جامعة بغداد في 1968 ثم عمل مدرّسًا بمدارس البصرة عشرة أعوام، حتى غادر العراق هارباً إلى الكويت عبر بادية السماوة عام 1979. تنقل لسنوات بين عدن وموسكو وهافانا وبيروت وبنغازي حتى استقر أخيراً في دمشق حيث عمل في الصحافة وأصبح عضوًا في هيئة تحرير مجلة الثقافة الجديدة. 

توفي في 30 نوفمبر 2011 في إحدى مستشفيات مدينة حلب السورية، والتي كان يقيم فيها وأسرته الصغيرة منذ أكثر من عقدين.

## شعره
قال عنه محمد مظلوم «إنه شاعر قصيدة قصيرة ولا ريب. يجعل من الشائع والمتاح حد السذاجة شعراً مكتنزاً بالدلالات، فبينما تبدو قصيدته عادية من الخارج، مألوفة بقاموسها ولغتها وحتى تراكيبها، فهي في الوقت ذاته مشعَّة من الداخل مشبعة بالإيحاء لأنها ناشئة عن وجدان صافٍ وتحيل إلى عالم ينطوي على براءة لا تضاهى، هكذا تتمازج في قصيدته البراعة بالبراءة، مهارة الشيخ، وتلقائية الطفل، حتى إنه يستخدم الجملة الأثيرة في علم العروض «لم أرَ عَلى ظَهْرِ جَبلٍ سمكة» ليصيغ منها قصيدة عبر حوار شعري بين فانتازيا العروضي واكتشاف الجيولوجي.» 

## مؤلفاته
من دواوينه الشعرية:
- رحيل عام 78، 1983.
- سِر التفاحة، 1987.
- شمعة في قاع النهر، 1995.
- خطى العين، 1995.
- سماع منفرد، 1996.
- البصرة جنة البستان (ذاكرة نثرية)، 1998
- ضوء الجذور، 2001.
- شجرة البيت في المنفى، 2007
- قَطْرُ الشَّذى، 2008.

## وصلات خارجية
- في موقع أرشيف المجلات